# Veliki vrh (Orlica)
Veliki vrh (701 m) je najvišji vrh pogorja Orlice v vzhodnem delu Posavskega hribovja. Nahaja se na južni strani bližnjega zaselka Preska (625 m), ki je del vasi Osredek pri Podsredi v Občini Kozje. Vrh je dostopen iz Preske, od koder se vzpne gozdna steza. Hoje je za približno 10 min. Vrh ima tudi planinsko vpisno knjižnico, sicer pa po priljubljenosti pohodnikov zaostaja za Velikim Špičkom (698 m), ki je najvišji vrh Občine Brežice. Tako Veliki vrh kot Veliki Špiček zaradi poraščenosti z gozdom ne ponujata razgleda.

## Spomenik slovenskemu tolarju
Na samem vrhu se nahaja spomenik slovenskemu tolarju, ki je bil postavljen leta 2006 (eno leto pred zamenjavo valute z evrom). Je edino tovrstno spominsko obeležje v Sloveniji. Idejo zanj je dal domačin iz Osredka Ivko Godler. Kraj ni bil izbran naključno, saj so arheološka izkopavanja na vrhu med drugim odkrila več kot 1700 let stare rimske kovance.
Spomenik sestoji iz trikotne kamnite plošče, na katero so nalepljeni tolarski kovanci. To je prvotni del spomenika, saj so kasneje nad ploščo dodali še na ogrodju iz kovinskih cevi stoječo okroglo kamnito ploščo, ki ponazarja kovanec za 1 tolar, vse skupaj pa postavili na okroglo temeljno ploščo. Kot pove napis na zadnji strani, so spomenik sponzorirali Krajevna skupnost Osredek, Kozjanski park, Planinsko društvo Brežice ter Zavod za gozdove Brežice. Krajevna skupnost in planinsko družtvo organizirata tudi tradicionalne pohode k spomeniku.

## Poznoantična rimska utrdba
Raziskave Velikega vrha so se pričele, ko si je Inštitut za arheologijo (ZRC SAZU) zadal nalogo sistematično pregledati vse hribe, ki bi utegnili skrivati sledove starih utrdb. Tako so 31. oktobra 1974 na Velikem vrhu ugotovili okope. Številni nadaljnji obhodi so pripeljali do odkritja različnih črepinj, ki so jih opredelili kot ostanke prazgodovinskih posod. Med njimi je bilo nekaj takšnih, ki so bile videti izdelane na lončarskem vretenu, kar jih je že uvrščalo v rimsko obdobje. Julija in avgusta 1985 je bila na območju Spominskega parka Trebče organizirana večja akcija raziskav arheoloških najdišč v okolici Podsrede. Pri tem so na Velikem vrhu odkrili sledove utrdbe iz 2. polovice 3. stoletja, časa, ko so se začeli rimski prebivalci prvič zatekati v stara gradišča.
Gradišče na Velikem vrhu, ki je odlično naravno zavarovano s strmimi pobočji, ima približno trikoten tloris in je veliko 110 x 130 m. V neopredeljenem prazgodovinskem obdobju so naredili okoli vrha zemljene okope s kamnitim jedrom. Najdbe so pokazale, da je bila utrdba uporabljena v dobi cesarjev Galiena (260–268), Klavdija II. (268–270) in Avrelijana (270–275) ali občasno tudi ob drugih priložnostih 2. polovice 3. stoletja. Nekatere terase pričajo o postavitvi lesenih bivališč. Poleg pogostih najdb lončevine posebno pozornost pritegnejo:
- lepo ohranjena patinirana bronasta fibula, značilna samo za provinci Norik in Panonijo ter severni del Italije
- bronast okov konjske opreme
- bronasta pasna spona
- del ročaja cedila
- železna tesača, ki velja zaradi oblike za zelo redek kos
- železna rovnica
- številni kovanci, od katerih so posebej zanimivi inflacijski srebrniki, ki so v jedru bronasti in imajo tanko plast srebra le za ovoj.[3]

## Galerija
- Veliki vrh tik nad zaselkom Preska
- Spomenik slovenskemu tolarju na vrhu
- Spomenik leta 2007 še brez vrhnjega dela in temeljne plošče
- Klopica s planinsko vpisno knjižico